# Juraj Thoma
Juraj Thoma (* 19. února 1969 Nitra) je český politik a archeolog, slovenského původu, v letech 2006 až 2010 primátor města České Budějovice za ODS, poté se stal lídrem nově vzniklého hnutí Občané pro Budějovice a od listopadu 2010 do listopadu 2014 byl opět primátorem Českých Budějovic. V letech 2000 až 2004 byl rovněž zastupitelem Jihočeského kraje. V letech 2008 až 2014 byl také řádným členem české delegace ve Výboru regionů EU v Bruselu. Thoma jako jediný českobudějovický komunální politik dokázal zvítězit ve trojích komunálních volbách v řadě (2002, 2006 a 2010). V lednu 2024 se stal opětovně předsedou hnutí Občané pro Budějovice.

## Studium, profesní kariéra
V roce 1993 vystudoval obor archeologie na Filozofické fakultě Univerzity Karlovy v Praze se specializací na raný středověk. V letech 1992 až 1995 působil v památkovém ústavu v Českých Budějovicích a od roku 1995 v Jihočeském muzeu v Českých Budějovicích.
Juraj Thoma je ženatý, žije v Českých Budějovicích.

### Publikace
- 2000 – Pelhřimovsko na prahu třetího tisíciletí
- 2015 – Přemysl Otakar II. Zakladatel města České Budějovice

#### Spoluautor
- Encyklopedie Českých Budějovic

## Politická kariéra
Od roku 1993 byl členem ODS. V roce 1998 byl zvolen do zastupitelstva města České Budějovice, v letech 2002 až 2006 byl prvním náměstkem primátora a v roce 2006 byl zvolen primátorem města. Dne 17. června 2010 byl na mimořádném jednání zastupitelstva odvolán z funkce. Odvolání Thomy místní ODS ústy Martina Kuby zdůvodnila údajnými „manažerskými pochybeními“, která ale nebyla nikdy konkretizovaná. Ve skutečnosti tímto aktem vyvrcholil delší dobu trvající spor mezi Thomou a Kubou o podobu komunální politiky a o vlivu „kmotrů“, kteří reálně budějovickou ODS ovládali a určovali její agendu. Poté, co Thoma odvolal z funkce tajemníka magistrátu, kterému dlouhodobě vytýkal pracovní výsledky a vystupování, který byl exponentem struktur ovládajících ze zákulisí místní ODS, následovalo „potrestání“ Thomy sesazením z primátorské funkce. Pro jeho odvolání hlasovala většina ze zastupitelů z ODS Martina Kuby a její koaliční partneři z KDU-ČSL a ČSSD. Thoma a dalších pět zastupitelů zvolených za ODS následně vystoupili ze zastupitelského klubu ODS a 24. června 2010 založili nový zastupitelský Klub občanských demokratů.
Hnutí Starostové a nezávislí (STAN) nabídlo Thomovi místo v čele kandidátky STAN pro komunální volby 2010. Nakonec se stal lídrem nově vzniklého hnutí Občané pro Budějovice (HOPB), které šlo do voleb v koalici s hnutím STAN a za podpory nezávislých kandidátů.
HOPB komunální volby v Českých Budějovicích vyhrálo a získalo 15 členů zastupitelstva ze 45 možných. Vyjednávací týmy HOPB, ČSSD a TOP 09 dospěly začátkem listopadu k dohodě o uzavření koalice a v jedenáctičlenné městské radě zasedlo pět zástupců ČSSD, čtyři zástupci HOPB a dva zástupci TOP 09. Primátorem se na období 2010–2014 stal opět Juraj Thoma.
V roce 2011 byl po odchodu Jiřího Bessera jedním z kandidátů hnutí STAN na pozici ministra kultury.
V komunálních volbách v roce 2014 obhájil post zastupitele města České Budějovice, když vedl kandidátku hnutí Občané pro Budějovice. Hnutí skončilo na 3. místě a dojednalo koalici s vítězným hnutím ANO 2011 a dále s TOP 09 a KDU-ČSL. Juraj Thoma se rozhodl neusilovat ani o místo v radě města, protože u koaličních partnerů vyvolalo nervozitu stíhání Thomy pro údajné zneužití pravomoci úřední osoby, které se ukázalo jako nezákonné.
Na konci listopadu 2015 opustil také post předsedy hnutí Občané pro Budějovice, nahradil jej Ivo Moravec.
V komunálních volbách v roce 2018 však opět obhájil post zastupitele města České Budějovice, když vedl kandidátku hnutí Občané pro Budějovice. V listopadu 2018 byl zvolen 1. náměstkem primátora s gescí pro územní plán, strategický plán a rozvoj, kulturu, Jihočeské divadlo, p. o.
V komunálních volbách v roce 2022 kandidoval jako lídr hnutí Občané pro Budějovice a obhájil post českobudějovického zastupitele. Hnutí v nich skončilo na třetím místě. Vítězná ODS se v sestavování koalice ocitla na mrtvém bodě, když dala dohromady 22 mandátů ze 45. Na stranu koalice ale přeběhl z klubu Občané pro Budějovice zastupitel Martin Maršík, a umožnil tak vznik nejtěsnější možné koalice s 23 mandáty. Klub Občanů je aktuálně jediným demokratickým opozičním klubem, byť formálně je početnější klub ANO, který ovšem v zastupitelstvu funguje fakticky jako tichý společník koalice.
Dne 25. ledna 2024 byl zvolen předsedou hnutí Občané pro Budějovice. Ve volbách do Senátu PČR v roce 2024 kandidoval jako člen hnutí HOPB navržený hnutím STAN v rámci koalice „STAN a HOPB“ v obvodu č. 14 – České Budějovice. Se ziskem 20,81 % hlasů skončil na 3. místě, a senátorem se tak nestal.

### Důraz na rozvojové a infrastrukturní projekty a transparentnost, nulová tolerance hazardu.
Od roku 2002, kdy byl Thoma zvolen náměstkem primátora pro strategický rozvoj, infrastrukturu a územní plánování a současně prvním náměstkem primátora, kladl největší důraz na přípravu projektů dopravních projektů: zejména přeložek silnic II/156 a II/157, které jako tzv. Zanádražní komunikace měly vytvořit novou, hlavní dopravní vnitroměstskou severojižní osu a dále pak přeložky silnice III/14539, tzv. Propojení ulic M. Horákové a Strakonické, která má vytvořit hlavní dopravní tepnu pro propojení sídlišť ležících na levém břehu Vltavy s východní částí městské aglomerace. Současně se také podílel na přípravě Integrovaného plánu rozvoje města na roky 2007–2013, který byl zaměřen na infrastrukturní projekty a revitalizaci budějovických panelových sídlišť.
V roce 2005 skončil v Plané u Českých Budějovic vojenský provoz na letišti, které bylo provozováno již od roku 1937 jako letiště civilní. Po zrušení vojenské posádky hrozilo, že letiště bude zrušeno a ucelený areál se vzletovou dráhou a zbylým inventářem bude využíván k jiným účelům. Po jednáních mezi městem České Budějovice, Jihočeským krajem a ministerstvy a dalšími orgány státní správy podepsal Thoma v roce 2006 za České Budějovice s Jihočeským krajem memorandum o záměru udržet a dále provozovat v Plané u Českých Budějovic letiště (v roce 2017 je Letiště České Budějovice veřejné vnitrostátní a neveřejné mezinárodní letiště s vnější hranicí pro lety za viditelnosti (VFR) ve dne). Zakladatelem a akcionářem společnosti provozující letiště jsou České Budějovice a Jihočeský kraj, financující společně provozní náklady společnosti s tím, že majitelem pozemků a budov je Jihočeský kraj, který ze svého rozpočtu zajišťuje investiční rozvoj letiště.
V letech 2006 až 2014, kdy Thoma zastával funkci primátora města, dál prosazoval projekty orientované na dopravní a obecně infrastrukturní politiku a usiloval o maximální otevření úřadu veřejnosti a o jeho transparentnost. V letech 2007 až 2008 město vybudovalo vlastní záložní zdroj pitné vody, a přestalo tak být závislé na jediném zdroji pitné vody, což Thoma považoval za strategickou nutnost a prosazoval jeho přípravu již v předchozím volebním období. Z dopravních staveb se realizovala (postupně až do 2015) zejména tzv. Zanádražní komunikace, tedy severojižní přeložka silnic II/156 a II/157 a v roce 2010 se Thomovi podařilo obhájit před ministrem dopravy Gustavem Slamečkou nezbytnost vybudování tzv. Propojení dopravních okruhů od silice I/34 a příští D3 na tzv. Zanádražní komunikaci a dopravní skelet města, u které hrozilo zastavení a zakonzervování doposud provedených prací.
V roce 2008 město získalo rozhodnutí o umístění stavby a v roce 2012 stavební povolení na klíčovou spojnici levobřežních sídlišť a východní části městské aglomerace, přeložku silnice III/14539, která se projektovala a majetkově vypořádávala od 2002 až 2004 (stavba se realizuje 2017).
V roce 2009 se Thoma zasadil o koordinaci požadavků a názorů obcí ležících na trase Dálnice D3 plánované v okolí Českých Budějovic a společně se starostky a starosty těchto obcí podepsal Memorandum obcí dotčených stavbou dálnice D3, ve kterém byly zcela závazně formulovány požadavky všech obcí na polohopisné a výškové uspořádání D3, která bude současně tvořit východní obchvat města. Memorandem tak byly ukončeny neustále se opakující diskuse o variantním řešení dálnice u krajského města a vytvořený předpoklad pro dokončení projektové a majetkové přípravy a pro vlastní stavbu dálnice.
V letech 2007 až 2014 město realizovalo v předchozím volebním období připravovaný Integrovaný plán rozvoje města 2007–2013. V celkem třech rozvojových plánech: Zónový integrovaný plán Levý břeh Vltavy, Zónový integrovaný plán Máj a Tematický integrovaný plán rekonstrukce veřejných prostranství a ploch komunikací se proinvestovalo téměř 1,5 miliardy Kč včetně dotací. Ve spolupráci s Povodím Vltavy, s. p. byla v tomto období také kompletně dokončena protipovodňová opatření na řece Vltavě (přibližně za 170 milionů Kč) a na některých lokálních vodních tocích a vodotečích.
Ve funkci primátora Českých Budějovic Thoma prosazoval maximální otevřenost a průhlednost rozhodování samosprávy. Kromě zavedení tzv. rozklikávacího rozpočtu města na webových stránkách, nařídil s účinností od ledna 2011, tedy dlouho před zákonnou povinností obcí, kompletní zveřejňování všech smluv uzavíraných městem na webu města. V tomto ohledu byly České Budějovice vůbec prvním krajským městem, které k tomuto opatření přistoupilo. Změnila se rovněž pravidla pro poskytování finančních dotací z rozpočtu města právnickým a fyzickým osobám a tento nový systém byl posléze doporučován jako vzorový a velice kladně hodnocen iniciativami Bez korupce a Oživení (nejlepší z krajských měst 2012).
Ve 2011 předložil Thoma zastupitelstvu města – a obhájil – obecně závaznou vyhlášku, která znamenala nulovou toleranci heren a dalších hazardních aktivit na území města a jejím schválením město, jako jedno z prvních, vyhlásilo tzv. nulovou toleranci hazardu.
Ve druhém funkčním období prosazoval řešení významných investic formou veřejných architektonických soutěží, z nichž za zmínku stojí zejména architektonické soutěže na Centrum halových sportů 2012 (výsledek nebyl realizován po napadení výsledku soutěže Úřadem na ochranu hospodářské soutěže), urbanisticko-architektonická soutěž na park Háječek 2012/2013, architektonická soutěž na nový Pak Čtyři Dvory 2012 (veřejný provoz od 2014), architektonická soutěž na poněkud kontroverzní Památník letcům 1939–1945 z roku 2013 (nerealizováno, vítěz soutěže odstoupil od podepsání smlouvy s městem) a architektonická soutěž na stavbu Komunitního centra Máj z 2013 (v provozu od 2014).
V letech 2018 - 2022 byl prvním náměstkem primátora města a zodpovídal za oblast územního a strategického plánování a kultury. Podařilo se otevřít dlouho odkládané projekty a upoutat lidi na potenciál řek Vltavy a Malše. Město bylo zadavatelem strategické studie Město a voda II. V duchu této studie pak město zadalo výrobu pontonů umožňujících koupání v obou řekách, coby znovu objevené tradice.[zdroj?] Současně ale vznikaly i nové projekty - například Sluneční ostrov na Vltavě jako rekreační zóna a projekt na úpravu nábřeží Malše na náplavku. Ta vzniká také před Domem kultury Slavia (KD Slavia) a v Parku Dukelská je již dokončena. Velkou pozornost Thoma věnoval kulturní infrastruktuře. K tomu využíval nové postupy, které se nebál prosazovat. Poprvé vůbec byla na výběr projektanta na rekonstrukci a dostavbu KD Slavie použitá forma soutěžního dialogu. Investice za 500 milionů korun se od roku 2023 realizuje s finanční dotací 170 milionů korun. Rekonstrukce a dostavba Domu kultury Slávie byla kritizována částí občanů Českých Budějovic.
Za jeho působení na radnici bylo vydáno stavební rozhodnutí na výstavbu šestipatrového bytového domu mezi vilovou zástavbou v Hálkově ulici v Českých Budějovicích.
Při práci na Strategii kultury zdůrazňoval jedinečnost koncentrace kulturní infrastruktury v centru města, která vytváří ucelený kulturní distrikt. Kromě DK Slavia do něj patří Jihočeská vědecká knihovna, Jihočeské muzeum, Jihočeské divadlo, DK Metropol, Dům umění a Hvězdárna a planetárium a související veřejná prostranství, např. Senovážné náměstí s připravovanou budovou Alšovy jihočeské galerie. Kromě DK Slavie se pak prosadil vyhlášení architektonických soutěží na Dům umění a Senovážného náměstí, které zcela zásadně proměňují současný neutěšený stav.
Největším projektem rozvojovým Českých Budějovic, se nepochybně stala kandidatura města na titul Evropské hlavní město kultury 2028. Juraj Thoma pro něj získal absolutní většinu městského zastupitelstva. Na přípravě přihlášky spolupracoval se skvělým týmem mladých lidí a Budějovice porazily v soutěži Brno, Liberec a Broumov. Budějovice zvítězily a realizace projektu se rozběhla i přes politickou změnu v městském zastupitelstvu po volbách v roce 2022. Svoji misi berou Budějovice vážně a pokračují v realizaci projektu.

### Nezákonné trestní stíhání za IT zakázku bez výběrového řízení
Thoma byl ve středu 5. září 2012 obviněn z údajného zneužití pravomoci úřední osoby a porušení povinnost při správě cizího majetku. Jako primátor měl v červnu 2010 podepsat dodatek ke smlouvě o dodávce počítačového zařízení v hodnotě 37 milionů korun bez vědomí rady města. Podle policie tak firma bez výběrového řízení vydělala navíc pět milionů korun. V prosinci 2012 dozorující státní zástupce trestní stíhání zrušil. V dubnu 2013 policie Thomu v téže kauze obvinila znovu. V lednu 2016 byl nepravomocně odsouzen k tresti pěti let odnětí svobody, k povinnosti zaplatit škodu přes 12,5 milionu korun a k 5letému zákazu vykonávat funkce ve veřejné správě. Thomův advokát se proti rozsudku odvolal.
Dne 8. prosince 2016 byl Vrchním soudem v Praze zrušen nepravomocný rozsudek Krajského soudu v Českých Budějovicích a Thoma byl pravomocně zproštěn obžaloby. Státní zástupce podal proti verdiktu soudu dovolání k Nejvyššímu soudu. Ten věc vrátil zpět odvolacímu soudu, který ve 2018 znovu Thomu zprostil pravomocně obžaloby. Nové dovolání státního zástupce bylo Nejvyšším soudem odmítnuté jako neopodstatněné. Za nezákonné trestní stíhání mu poté zaslalo ministerstvo spravedlnosti omluvu. Úspěšná byla žaloba, kterou podal ve věci náhrady nákladů řízení a nemajetkové újmy.
Za podpis smlouvy čelil Thoma i občanskoprávní žalobě, kterou v srpnu podala na něj a celou radu města z roku 2007 současná městská rada a která po něm požadovala uhrazení části pokuty 1,3 milionu korun udělenou magistrátu Úřadem pro ochranu hospodářské soutěže. Dne 30. ledna 2017 Okresní soud v Českých Budějovicích tuto žalobu města na Thomu a jeho někdejší první náměstkyni taktéž pravomocně zamítnul.
Thoma celé stíhání od počátku označoval za účelové a uměle vykonstruované. V roce 2012 bylo policií v jeho pracovně v budově radnice odhaleno nelegální odposlouchávací zařízení. Vyšetřování věci roce 2015 policie odložila, aniž by zjistila pachatele a původce instalace nelegálního odposlouchávacího zařízení.